# هولم، یورک‌شر شمالی
هولم (به انگلیسی: Holme) یک روستا و محله مدنی در بریتانیا است که در همبلتون واقع شده‌است. هولم ۶۰ نفر جمعیت دارد.